# Licornus perfectus
Licornus perfectus is een hooiwagen uit de familie Cranaidae.